# Lysionotus sulphureus
Lysionotus sulphureus är en tvåhjärtbladig växtart som beskrevs av Hand.-mazz.. Lysionotus sulphureus ingår i släktet Lysionotus och familjen Gesneriaceae. Inga underarter finns listade i Catalogue of Life.